# Biała (przystanek kolejowy)
Biała – przystanek kolejowy w Białej-Kopcu, w województwie łódzkim, w Polsce.

## Położenie
Stacja jest położona na granicy wsi Biała i Łyskornia.

## Ruch pasażerski
| Rok  | Wymiana pasażerska na dobę |
| ---- | -------------------------- |
| 2017 | –                          |
| 2022 | 0-9                        |

## Historia
Stacja powstała w 1928 roku jako mijanka na trasie Kalety – Podzamcze. Jednakże aż do 1946 roku Biała nie była stacją na której normalnie zatrzymywały się pociągi. W 1981 podczas elektryfikacji linii zbudowano nowe przystanki.